# Gäddtjärnen (Älvsby socken, Norrbotten, 729124-170212)
Gäddtjärnen är en sjö i Älvsbyns kommun i Norrbotten och ingår i Piteälvens huvudavrinningsområde.